# Jean Mawhin
Jean L. Mawhin (* 11. Dezember 1942 in Verviers) ist ein belgischer Mathematiker und Mathematikhistoriker.

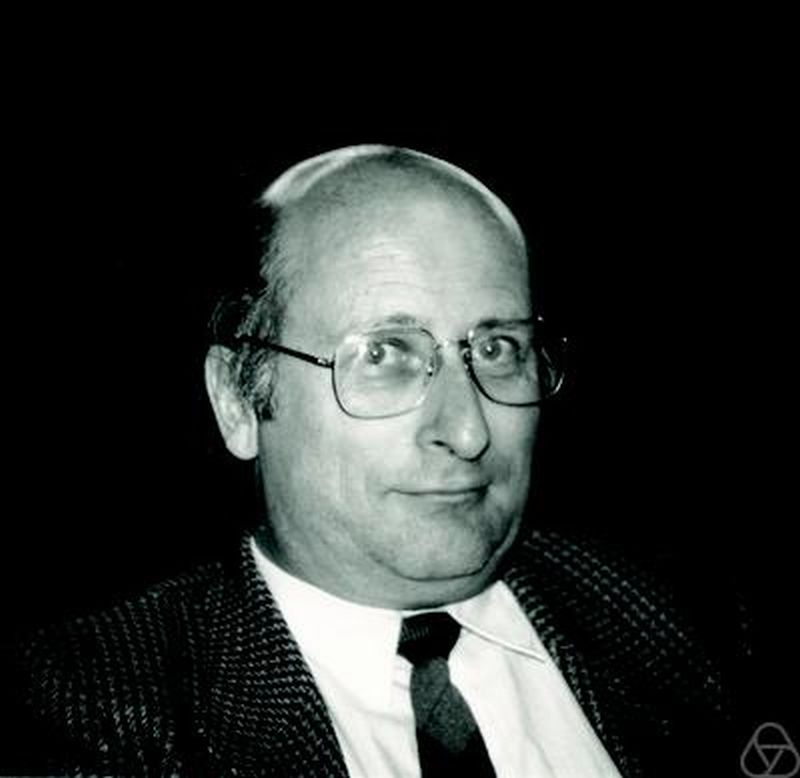
Jean Mawhin, Oberwolfach 1988

## Leben und Wirken
Mawhin wurde 1969 bei Paul Ledoux an der Universität Lüttich promoviert (Le probleme des solutions periodiques en mecanique non lineaire), wo er seit 1962 studierte und 1964 sein Lizenziat in Mathematik erhielt. Er war ab 1964 Assistent in Lüttich und von 1969 bis 1973 Maitre de conferences (Dozent). Ab 1970 war er Assistenzprofessor (Chargé de cours) und ab 1974 Professor für Mathematik an der Katholischen Universität Löwen (mit voller Professur ab 1977). 2008 emeritierte er.
Er war Gastprofessor an verschiedenen US-amerikanischen und kanadischen Universitäten (University of Michigan, Brown University, University of Utah, Colorando State University, University of Alberta, Centre de Recherches Mathématiques in Montreal, Rutgers University), an der Universität Paris, in Straßburg, Rom, Turin, Triest, Brisbane, Graz, Brasilien, Florenz, Darmstadt, Karlsruhe und Würzburg.
Er beschäftigte sich mit (nichtlinearen) gewöhnlichen Differentialgleichungen und dort zur Anwendung kommenden topologischen Methoden (Fixpunktsätze, Leray-Schauder Theorie) und Methoden der nichtlinearen Funktionalanalysis. Als Mathematikhistoriker befasste er sich unter anderem mit Henri Poincaré.
Er erhielt die Bolzano Medaille der Tschechischen Akademie der Wissenschaften. 2012 erhielt er den ersten Juliusz Schauder Preis.
1986 wurde er korrespondierendes und 1992 volles Mitglied der Académie royale des Sciences, des Lettres et des Beaux-Arts de Belgique, deren Präsident er 2002 war und Direktor der Klasse für Wissenschaften. 1992 wurde er Ehrenmitglied des Institut Grand-ducal.
Er ist seit 1966 verheiratet und hat drei Kinder.

## Schriften
- mit Michel Willem Critical point theory and hamiltonian systems, Springer Verlag 1989
- mit Robert E. Gaines Coincidence degree and nonlinear differential equations, Springer Verlag 1977
- Topological degree methods in nonlinear boundary value problems, American Mathematical Society 1979
- Points fixes, points critiques et problèmes aux limites, Presses de l’Université de Montreal, 1985
- mit Nicolas Rouche Equations differentielles ordinaires, Paris, Masson 1973 (englische Übersetzung: Ordinary differential equations: stability and periodic solutions, Boston, Pitman, 1980)
- Boundary value problems for nonlinear ordinary differential equations: from successive approximations to topology, in Jean-Paul Pier Development of Mathematics 1900-1950, Birkhäuser 1994
- Topological fixed point theory and nonlinear differential equations, in R. F. Brown u. a. (Hrsg.) Handbook of Topological Fixed Point Theory, Springer Verlag 2005, S. 867–904
- Leray-Schauder degree, a half century of extensions and applications, Topological Methods in Nonlinear Analysis, Journal of the Juliusz Schauder Center, Band 14, 1999, S. 195–228
- The centennial legacy of Poincaré and Lyapunov in ordinary differential equations, Rend. Circolo Math. Palermo, Suppl. 34, 1994, S. 9–46
- Poincaré’s early use of Analysis Situs in nonlinear differential equations, Philos. Sci., Band 4, 2000, S. 103–143
- Nonlinear oscillations: a hundred years after Poincaré and Liapunov, Zeitschrift für Angewandte Mathematik und Mechanik, Band 73, 1993, T 53-T62
- Les mathématiques, in: Robert Halleux, Geert Vanpaemel, Jan Vandersmissen, Andrée Despy-Meyer (Herausgeber), Histoire des sciences en Belgique, 1815-2000, Brüssel: Dexia/La Renaissance du livre, 2001, Band 1